# Eupithecia hemileucaria
Eupithecia hemileucaria är en fjärilsart som beskrevs av Paul Mabille 1880. Eupithecia hemileucaria ingår i släktet Eupithecia och familjen mätare. Inga underarter finns listade i Catalogue of Life.